# Famille Ruffo di Calabria
 (juillet 2024).
Si vous disposez d'ouvrages ou d'articles de référence ou si vous connaissez des sites web de qualité traitant du thème abordé ici, merci de compléter l'article en donnant les références utiles à sa vérifiabilité et en les liant à la section « Notes et références ».
Les Ruffo di Calabria sont une famille noble italienne originaire de Naples et l'une des principales maisons aristocratiques d'Italie.
Attestés dès le XIe siècle, ils font partie des « Sept sérénissimes grandes maisons du royaume de Naples » qui comprenaient les Acquaviva, Celano, Evoli, Marzano, Molise, Ruffo et Sanseverino. Ils ont donné de nombreux militaires, hommes d'État et hommes d'Église au royaume de Naples et à l'Italie, dont quatre cardinaux. 

## Histoire
La famille s'est divisée en plusieurs branches au cours du temps. La branche principale est celle des princes de Scilla, ducs de Guardia Lombarda et comtes de Sinopoli, toujours existante, dont est issue Paola de Belgique, ancienne reine des Belges. Parmi les autres branches principales, on trouve les comtes de Catanzaro, les comtes de Montalto et de Corigliano, les ducs de Bagnara, les princes de la Scaletta et les princes de Castelcicala.
Les Ruffo ont possédé de nombreux fiefs en Calabre, d'où l'adjonction de la mention « di Calabria » à leur nom, mais également en Sicile et dans la région de Naples. Plusieurs palais Ruffo existent encore aujourd'hui à Naples ainsi qu'une église à leur nom, San Giuseppe dei Ruffo.
Aujourd'hui, le chef de la branche principale et aînée est Fulco IX Ruffo di Calabria (né en 1954), prince de Scilla (15e), prince de Palazzolo (14e), marquis de Licodia (14e), duc de Guardia Lombarda (8e), fils du prince Fabrizio (1922-2005) et neveu de la reine Paola de Belgique.

## Personnalités
- Pietro I Ruffo di Calabria (1188-1257), premier comte de Catanzaro ;
- Covella Ruffo (vers 1400-1445), suo jure comtesse de Montalto et de Corigliano et comtesse du Maine, épouse du Prince Charles IV d'Anjou
- Antonio Ruffo (vers 1610-1678), homme d'affaires et mécène ;
- Tommaso Ruffo (1663-1753), cardinal, doyen du collège des cardinaux ;
- Antonio Maria Ruffo, cardinal ;
- Fabrizio Dionigi Ruffo, cardinal, chef du sanfédisme ;
- Luigi Ruffo Scilla, cardinal ;
- Claude-Marie Ruffo de La Ric ou Roux de Laric, évêque ;
- Fabrizio Ruffo, ambassadeur ;
- Fulco Ruffo di Calabria, aviateur et sénateur italien ;
- Paola Ruffo di Calabria, reine des Belges.